# Schloss Pfaffstätt

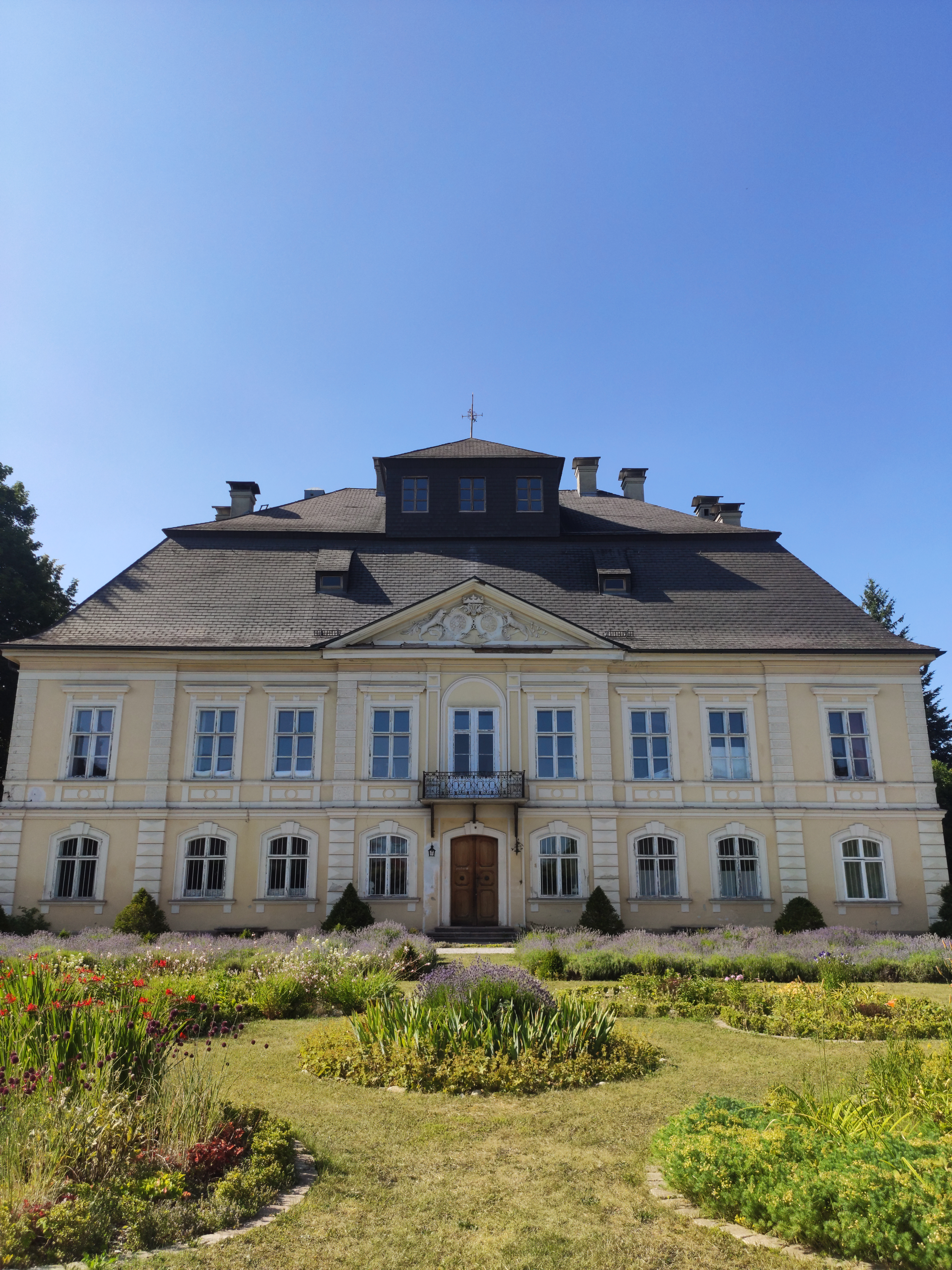
Schloss Pfaffstätt

Das Schloss Pfaffstätt liegt in der Gemeinde Pfaffstätt im Bezirk Braunau in Oberösterreich.

## Geschichte
Eine frühmittelalterliche Wehranlage von Pfaffstätt befand sich auf dem Siedelberg, wovon heute noch die Flurnamen „Burgstall“ und „Schatzgruben“ zeugen. Bis in die 1830er Jahre waren noch Ruinen und Reste von Gräben und eines Vorhofs vorhanden. Die Anlage steht unter Denkmalschutz.
Die erste urkundliche Erwähnung erfolgt mit Herrant de Phaphesteti im Jahre 1150. Auf diese Pfaffenstätter folgte 1222 die Familie Rewtter (Reutter). 1422 wird ein Georg Rewtter, 1500 ein Martin Rewtter, 1505 ein Rudeprecht Rewtter genannt. Unter diesen dürfte die Wasserburg im Tal erbaut worden sein. Der Charakter eines Wasserschlosses ist auf dem Kupferstich von Michael Wening gut erkennbar, ebenso das doppelt eingewalmte Dach. 
Danach sind die Walch (von 1503 bis 1617) als Besitzer nachgewiesen. 1617 verkaufte Wolf Walch Pfaffstätt an Hans Sigwart von Schwabpach. Nach den Schwabpachern waren die Freiherren von Vieregg von 1630 bis 1721 hier ansässig.

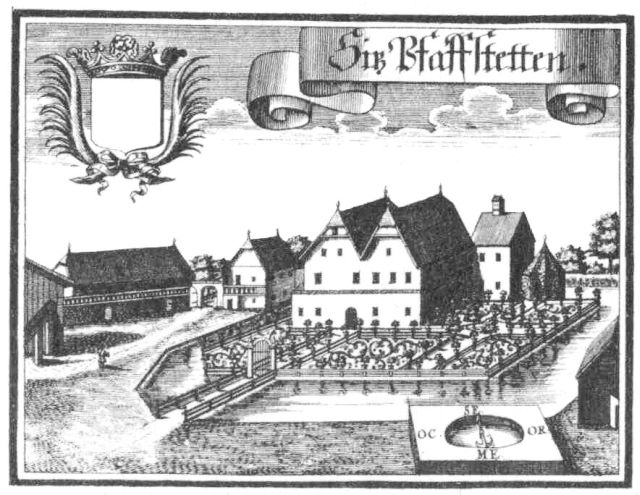
Schloss Pfaffstätt nach einem Stich von Michael Wening von 1721

In diesem Jahr ging der Besitz an Marie Jeanne Baptiste Gräfin von Wartenberg († 1754), geborene Prinzessin Melun et de Épinoy (von Melun und Fürstentum Épinoy), über, deren Ehemann war Franz Marquart, Graf von Wartenberg, Ritter des Orden vom Goldenen Vlies († 1730). Diese gestalteten das ehemalige Wasserschloss zu einem Landschloss um, angeblich nach Plänen von Johann Bernhard Fischer von Erlach, wobei auch der ehemalige Wassergraben zugeschüttet wurde. Von den Erben kam Pfaffstätt zuerst an die Lerchenfeld und 1764 an die Grafen von Taufkirchen, denen das Schloss bis 1800 gehörte. 
Von 1800 bis 1805 waren Martin und Walpurga Sehkührer und 1805 bis 1811 Martin Wührer die Besitzer. Dann gehörte das Schloss bis 1868 den Freiherren von Peckenzell. 1868 folgte Heinrich Klinkosch und 1895 kaufte Edmond Graf zu Lippe-Weißenfeld den Besitz. 1909 kaufte Graf Adolf von Peckenzell sein Geburtshaus zurück und ließ es renovieren. Von 1917 bis 1920 war der Markgraf Pallavicini Besitzer, auf ihn folgte Adolf von Stifft, der es 1923 an Albrecht Prinz zu Schaumburg-Lippe verkaufte. Nach 1942 war Max zu Schaumburg-Lippe Eigentümer des Schlosses (verstorben 1974). Nach dessen Tod war seine Gattin Helga Claire Lee, geborene Roderbourg, Besitzerin. Ab 1978 war Heinrich Lohberger, ein Fabrikant aus Mattighofen, Besitzer des Schlosses. Ab September 2001 sind die neuen Schlossbesitzer Robert und Barbara Jakob.
Die Schlosskapelle, die ebenfalls auf dem Kupferstich von Michael Wening zu sehen ist, besteht nicht mehr.

## Schloss Pfaffstätt heute
Das Schloss ist zweigeschoßig mit einem abgewalmten Mansarddach. Auf der parkseitigen Front findet sich ein flacher Dreiecksgiebel, der ein Wappen mit seitlichen Wappenträgern (Löwe und Widder) besitzt. Das Allianzwappen auf der Gartenseite enthält die Wappen der Wartenburgs und der Melum d’Epinois, das auf der Südseite das der Taufkirchener und das des Huber von Mauer. In der Mitte ist ein dreiachsiges Belvedere mit Pyramidendach aufgesetzt.
Das Schloss mündet in einen Hof mit Wirtschaftsgebäuden, die als Reitstall genutzt werden. Diese Gebäudeteile sind deutlich renovierungsbedürftig. Durch die neuen Besitzer wird eine Revitalisierung des Schlosses in mehrfacher Weise angestrebt.

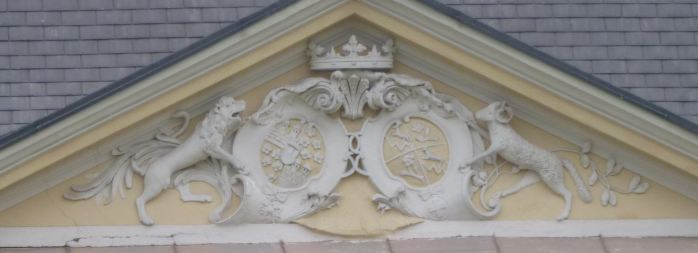
Südseitiges Allianzwappen
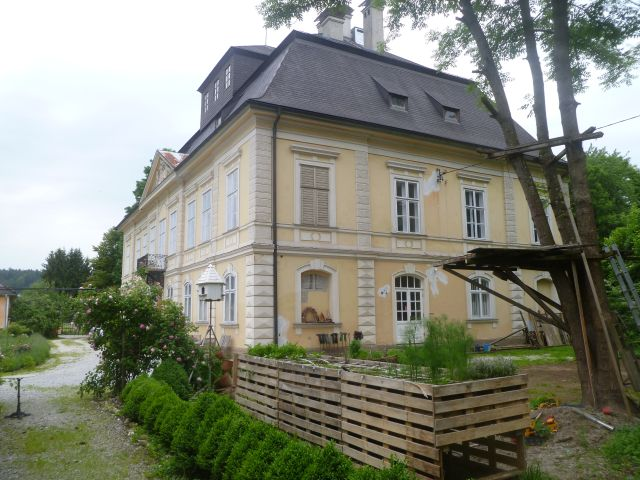
Schloss Pfaffstätt
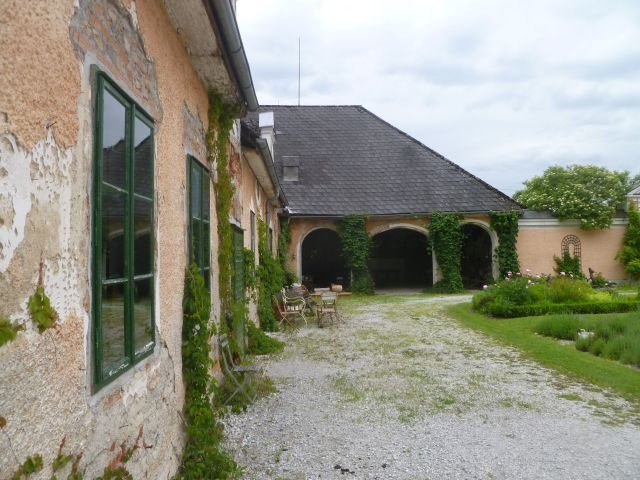
Wirtschaftshof
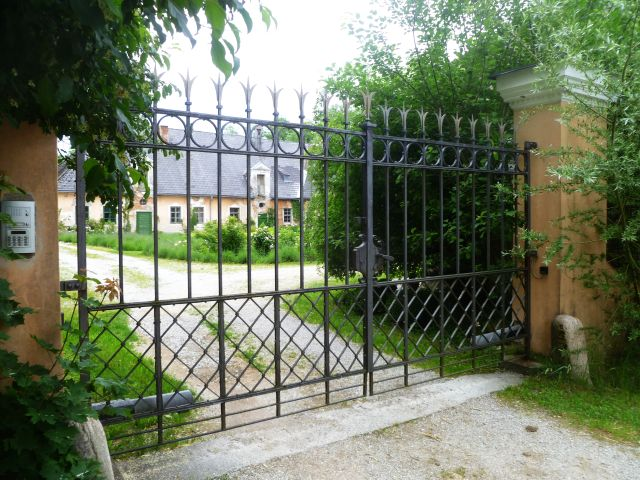
Eingangstor